# Normand Samson
Die Normand Samson (früherer Name: Far Samson) ist ein Ankerziehschlepper. Mit einem Pfahlzug von 423 Tonnen ist das Schiff – nach der Island Victory – der zweitstärkste Schlepper, der je gebaut wurde.

## Geschichte
Das Schiff wurde unter der Baunummer 703 von STX Norway Offshore AS im norwegischen Langsten gebaut. Der Rumpf wurde von der rumänischen Werft STX RO Offshore Tulcea SA zugeliefert.
Die Kiellegung des Schiffes fand am 23. April 2007, der Stapellauf am 14. Mai 2008 statt. Die Fertigstellung des Schiffes erfolgte am 24. März 2009. Das Schiff galt bis zur Indienststellung der im Februar 2020 abgelieferten Island Victory, die bei Schleppversuchen einen Pfahlzug von 477 t erreichte, als der stärkste Schlepper weltweit. 2009 wurde das Schiff von dem norwegischen Schifffahrtsmagazin Skipsrevyen zum Schiff des Jahres gekürt.
Die Far Samson war u. a. für den Bau der Nord-Stream-Pipeline in der Ostsee im Einsatz.

## Technik und Ausstattung

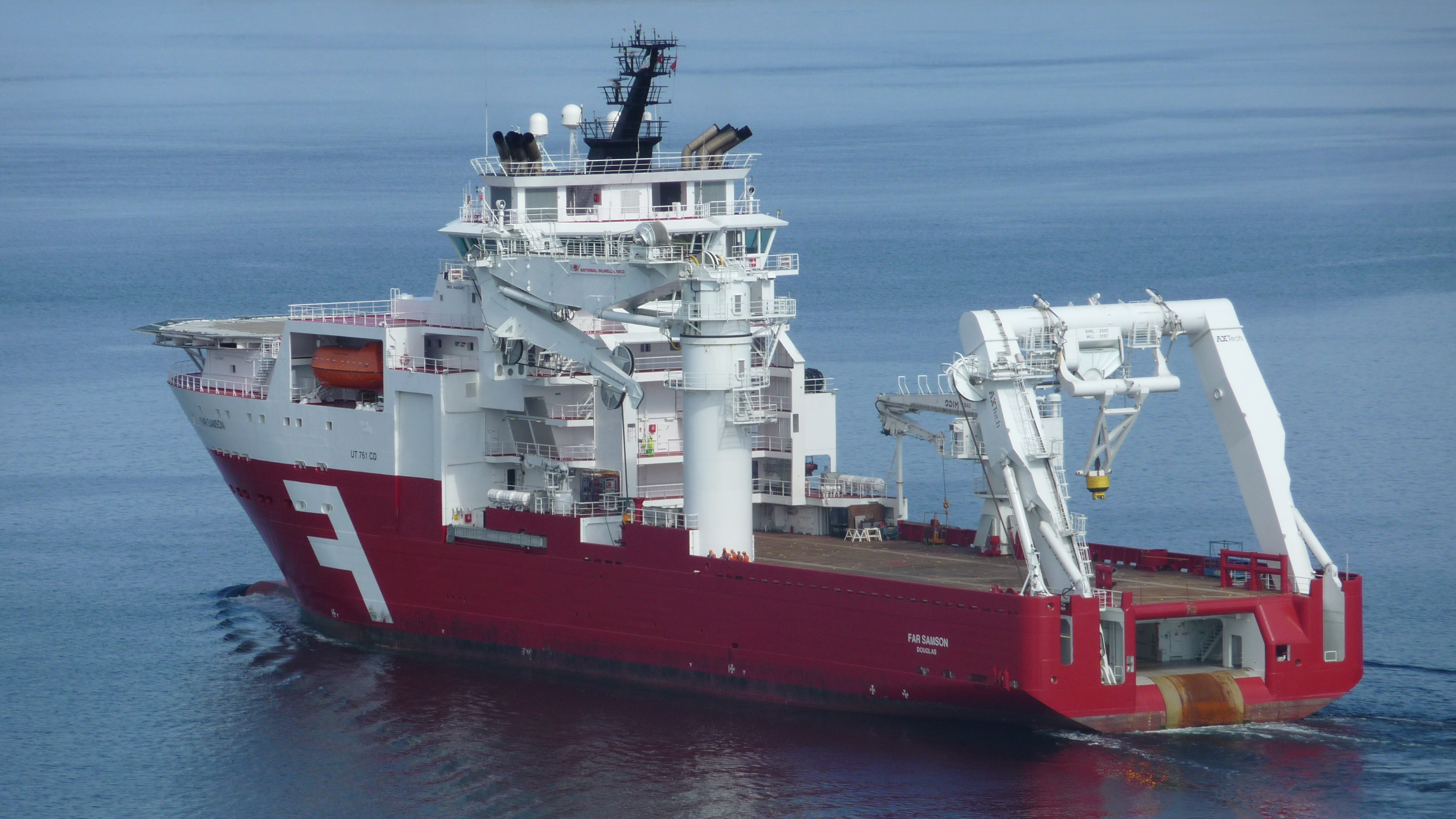
Heckansicht der Far Samson

Die Decksaufbauten befinden sich in der vorderen Hälfte des Schiffes. Dahinter befindet sich ein 1450 m² großes, offenes Arbeitsdeck, das mit bis zu 2300 t belastet werden kann. Die maximale Decksbelastung beträgt 15 t/m² auf dem A-Deck bzw. 10 t/m² auf dem Hauptdeck. Im Bereich des Arbeitsdecks befinden sich zwei Kräne mit einer Hebekapazität von 250 bzw. 20 t. Am Heck des Schiffes befindet sich ein Heckgalgen mit einer Hebekapazität von 315 t. Das Schiff ist für den Einsatz von ferngesteuerten Unterwasserfahrzeugen ausgerüstet. Es verfügt über einen 7 × 7 m großen Moonpool.
Im vorderen Bereich des Schiffes befindet sich eine Hubschrauberplattform.
Das Schiff wird über zwei Verstellpropeller angetrieben. Damit erreicht das Schiff eine Geschwindigkeit von maximal 19 kn. Als Reisegeschwindigkeit werden 13 kn angegeben. Darüber hinaus verfügt das Schiff über drei ausfahrbare Propellergondeln mit je 2000 kW, von denen sich zwei im Vorschiffs- und eine im Achterschiffsbereich befinden. Weiterhin verfügt das Schiff über ein Bug- und zwei Heckstrahlruder.
Der Pfahlzug von 423 Tonnen wird unter Einsatz aller fünf Propeller erreicht. Unter Einsatz der beiden Verstellpropeller am Heck erreicht das Schiff einen Pfahlzug von 377 Tonnen. Die Far Samson dient zugleich als Versorger.
An Bord können 100 Personen in 22 Einzel- und 39 Doppelkabinen untergebracht werden. Das Schiff verfügt über die Eisklasse 1B.